# Gaëtan Bille
Gaëtan Bille, nascido a 6 de abril de 1988 em Soest  (Alemanha) é um ciclista belga que foi profissional entre 2009 e 2018.

## Palmarés
2011
- Zellik-Galmaarden
- 1 etapa do Rhône-Alpes Isère Tour
- 1 etapa da Ronde de l'Oise

2012
- Grande Prêmio Pino Cerami

2014
- Flèche du Sud, mais 1 etapa
- Grande Prêmio da Villa de Pérenchies

2015
- 1 etapa da Volta a Portugal[1]
- Giro do Friuli Venezia Giulia

2018
- 1 etapa do Grande Prêmio Internacional de Argel
- Tour da Farmácia Central de Tunísia, mais 1 etapa

## Resultados nas Grandes Voltas
| Carreira        | 2009 | 2010 | 2011 | 2012 | 2013 | 2014 | 2015 | 2016 | 2017 | 2018 |
| --------------- | ---- | ---- | ---- | ---- | ---- | ---- | ---- | ---- | ---- | ---- |
| Giro d'Italia   | -    | -    | -    | Ab.  | -    | -    | -    | -    | -    | -    |
| Tour de France  | -    | -    | -    | -    | -    | -    | -    | -    | -    | -    |
| Volta a Espanha | -    | -    | -    | -    | -    | -    | -    | -    | -    | -    |

-: não participa

Ab.: abandono